# Aeroporto Internacional Presidente Perón
O Aeroporto Internacional Presidente Perón (IATA: NQN, ICAO: SAZN) serve a cidade de  Neuquén, província de Neuquén, Argentina. Está localizado 6 km do centro de Neuquén.O aeroporto é propriedade da  província de Neuquén mas atualmente é administrado pela empresa  Aeropuertos del Neuquén S.A. Têm a classificação 4D da ICAO. Possui instalações que permitem o pouso de grandes aeronaves como os Boeing 757 e Boeing 767.
O aeroporto possui um terminal de 5,200m² com instalações para voos internacionais como Polícia Federal,Alfâdega e Imigração. Possui também lanchonetes,lojas,bancos,estacionamento para 1500 carros e agências de alguel de veículos.

## Terminal
| Companhias            | Destinos                                      |
| --------------------- | --------------------------------------------- |
| Aerolíneas Argentinas | Buenos Aires                                  |
| American Jet          | Chos Malal, Loncopué, San Martín de Los Andes |
| LAN Argentina         | Buenos Aires                                  |